# أدوري (حومة بم)
أدوري (بالفارسية: ادوری) هي قرية تقع في إيران في منطقة مركزية ريفية. يقدر عدد سكانها بـ 379 نسمة بحسب إحصاء 2016.